# Терюха (станция)
Терюха (бел. Церуха́) — промежуточная железнодорожная станция 5-го класса Гомельского отделения Белорусской железной дороги на линии Чернигов—Новобелицкая, расположенная в посёлке Баштан.

## История
Станция была открыта в 1930 году в составе новой ж/д линии Чернигов—Новобелицкая. На станции осуществляется (О) продажа билетов на поезда местного следования без багажных операций, (В) приём и выдача грузов повагонными отправками открытого хранения на местах общего пользования. На топографической карте n-36-135 по состоянию местности на 1986 год обозначена. К 2020 году было реконструировано и перестроено здание вокзала.

## Общие сведения
Станция представлена одной боковой и одной островной платформами. Имеет 3 пути. Есть здание вокзала. На станции осуществляется пограничный и таможенный контроль для пассажирских поездов международных линии при пересечении белорусско-украинской государственной границы.

## Пассажирское сообщение
Ежедневно станция принимает бывшие пригородные поезда — поезда региональных линий эконом-класса и городских линий сообщения Кравцовка—Гомель. Ранее, при их курсировании, на станции делали остановку поезда дальнего следования «Белый аист» Киев—Минск, Херсон—Минск, Одесса—Минск, Одесса—Гродно, Санкт-Петербург—Харьков, «Лыбедь» Санкт-Петербург—Киев.